# Claude-François Labranche
Claude-François Labranche, né le 24 février 1848 à Lyon,où il est mort dans le 2e arrondissement le 23 avril 1907, est un sculpteur ornemaniste français.

## Biographie
Claude-François Labranche est diplômé de l'École nationale supérieure des arts décoratifs en 1905.

## Œuvres dans les collections publiques
- Balustrades en fonte du pont de l'Université à Lyon[2] ;
- Décoration du pont d'Ainay sur la Saône à Lyon[1] ;
- Décoration dans la salle du conseil général de la préfecture du Rhône[1] ;
- Décoration de la brasserie Georges[1] ;
- Décorations du pont Morand et du pont de la Boucle[1].